# Fica Comigo Esta Noite
Fica Comigo Esta Noite é uma peça de teatro brasileira, escrita em 1988 por Flávio de Souza, narra a história de um casal com diversos conflitos no casamento e as tentativas para resolvê-los. Para isso, Laura enfrenta todo tipo de dificuldade, principalmente agora que o marido, Edu, já morreu.
Estreou nos teatros brasileiros com Marisa Orth no papel de Laura e Carlos Moreno como Edu. Passou por remontagens no início da década de 1990, com Débora Bloch e Luis Fernando Guimarães no elenco; e em 2007, protagonizada por Marisa Orth e Murilo Benício.

## Filme
Em 2006 foi realizado um filme baseado na peça, protagonizado pela atriz Alinne Moraes, que interpreta Laura, e pelo ator Vladimir Brichta, que vive Edu.